# Georges Durand (résistant)
Georges Durand, surnommé Doris ou Dubreuil, né le 9 septembre 1917 à La Tronche et mort le 15 février 1997 à Die, est un résistant français de la Seconde Guerre mondiale. Il s'illustre notamment en organisant de nombreux maquis en Isère ; principalement les maquis du Grésivaudan, dont il est l'un des responsables. Il dissimule également, avec son épouse, Ginette, résistante aussi, de nombreux réfractaires au Service du travail obligatoire (S.T.O).
Arrêté le 23 octobre 1943, il est déporté à Buchenwald, mais parvient à s'enfuir et à rejoindre les forces Alliées deux jours avant que son groupe ne soit presque entièrement exécuté.

## Biographie

### Naissance et jeunesse
Georges Durand naît à La Tronche, le 9 septembre 1917, dans une famille originaire de Voreppe. Son cousin germain, André Buissière, rejoindra plus tard la Résistance aussi et mourra lors de la destruction du Maquis du Vercors par les Allemands. Après des études à l'Institut polytechnique de Grenoble, il est employé par les Papeteries de Lancey, à Villard-Bonnot à partir de 1939. Il épouse Ginette Morel-Derocle, une Voreppinne, en 1940.

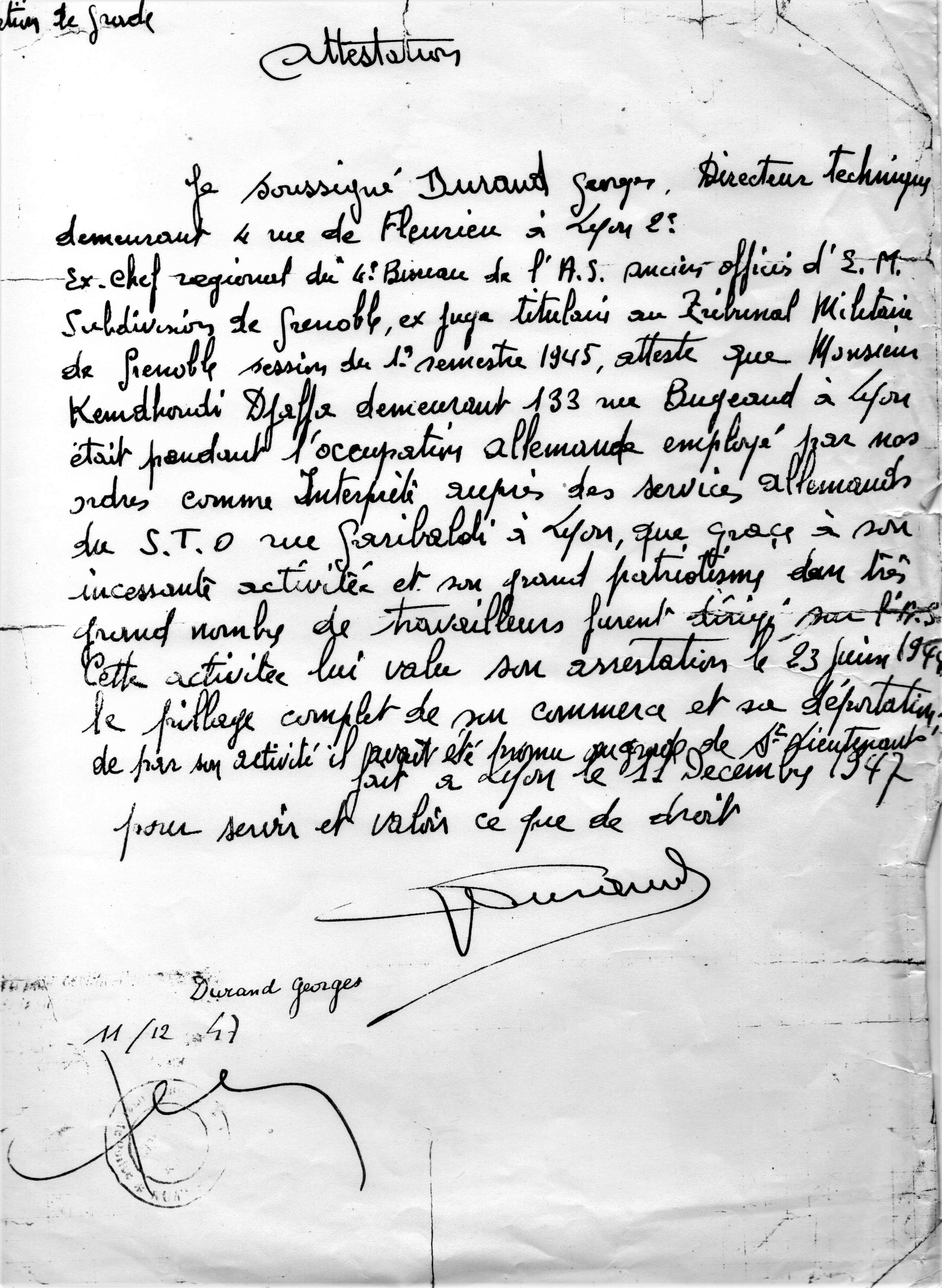
Lettre de Georges Durand à Djaafar Khemdoudi, renseignant après la guerre des liens entre les deux résistants

### Engagement dans larésistanceet déportation
Il rejoint Combat et la Résistance en mai 1942 puis, à la fin de l'année, il commence la formation des maquis du Grésivaudan. Il offre des emplois aux maquisards aux Papeteries de Lancey pour les cacher plus efficacement.
À partir de janvier 1943, il est responsable des Mouvements unis de la Résistance (M.U.R) dans la région. Avec le docteur Gaston Valois, qu'il connaît par les milieux du sport, plus particulièrement du rugby, il met en place les mouvements de la région. Aidé par les véhicules des Papeteries, des camions, il peut dissimuler des réfractaires au Service du travail obligatoire (S.T.O) et les cacher dans des camps d'entraînement et des fermes de la région. Il est central dans la création d'un certain nombre de maquis du Grésivaudan, notamment les maquis de Brignoud, Souillière, La Combe-de-Lancey, La Tençon et du Trièves. Il prend la tête du « Secteur II/Chartreuse », autour de la Grande Chartreuse. Il a les pseudonymes « Doris » et « Dubreuil » dans la Résistance.
Dans le cadre de ces exfiltrations de réfractaires, il est en lien avec la résistance lyonnaise, et plus particulièrement Djaafar Khemdoudi, qui lui envoie vraisemblablement des réfractaires qu'il parvient à dissimuler. Il participe aussi à la formation militaire des réfractaires et des maquis, et s'engage dans des actes de sabotage contre les infrastructures de la région.
Alors qu'il séjourne à l'Hôtel des Alpes, à Lancey, il est dénoncé par une anglaise et arrêté le 23 octobre 1943. Il est incarcéré à Grenoble, Fresnes puis déporté au camp de Buchenwald.
Il parvient à s'enfuir d'un Kommando, le 15 avril 1945, deux jours avant que tous les membres du groupe ne soient exécutés. Il rentre en France le 23 mai 1945.

### Après guerre et mort
Après la guerre, Georges Durand devient juge au tribunal militaire de Grenoble lors de l'épuration. Il s'installe ensuite quelque temps à Lyon, rue de Fleurieu, dans le 2e arrondissement. Il est fait Officier de la Légion d'Honneur, reçoit aussi la Croix de guerre avec palme et devient Officier de l'Ordre du Mérite de la république de Pologne.
Il meurt le 15 février 1997 à Die.

## Postérité
Le 18 mai 2018, un parc est nommé en l'honneur de Ginette et Georges Durand à Voreppe,. L'Isère organise une « course de la Résistance » dans les environs de Voreppe, avec des panneaux pédagogiques, pour expliquer le rôle des différents maquis, et notamment de Georges Durand.

## Décorations
- Officier de la Légion d'Honneur
- Croix de Guerre avec palme
- Officier de l'Ordre du Mérite de la république de Pologne